# 热内拉尔格
热内拉尔格（法語：Générargues，法語發音：[ʒeneʁaʁɡ]）是法国加尔省的一个市镇，属于阿莱斯区。

## 地理
热内拉尔格（44°4'55"N, 3°59'1"E）面积10.24 平方千米，位于法国奧克西塔尼大區加尔省，该省份为法国南部沿海省份，南端濒地中海，北起顺时针与阿尔代什省、沃克吕兹省、罗讷河口省、埃罗省、阿韦龙省和洛泽尔省接壤。
与热内拉尔格接壤的市镇（或旧市镇、城区）包括：圣塞巴斯蒂安-代格勒弗耶、昂迪兹、巴加尔、布瓦塞和戈雅克、米亚莱、圣让迪潘。

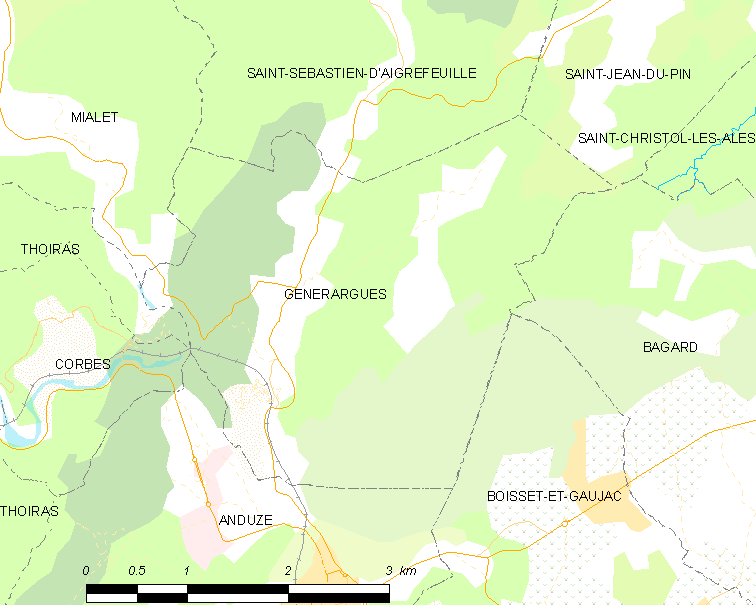
热内拉尔格的OSM定位图

热内拉尔格的时区为UTC+01:00、UTC+02:00（夏令时）。

## 行政
热内拉尔格的邮政编码为30140，INSEE市镇编码为30129。

## 政治
热内拉尔格所属的省级选区为阿莱斯第一县。

## 人口

1962-2008年间热内拉尔格人口变化图示

热内拉尔格于2022年1月1日时的人口数量为711人。